# Quinto Delio
Quinto Delio  fue un comandante y político de la Antigua Roma durante la segunda mitad del siglo I a. C. Fue un oportunista político, calificado como desultor bellorum civilium (saltacaballos de la guerra civil) por Marco Valerio Mesala Corvino. Recibió este nombre porque desertó de Publio Cornelio Dolabela para unirse a Cayo Casio Longino en el año 43 a. C., de Casio a Marco Antonio en 42 a. C., y finalmente de Antonio a Octavio en 31 a. C.

## Carrera política
Delio fue amigo íntimo de Marco Antonio durante más de diez años, quien lo empleaba principalmente para misiones diplomáticas. En el año 41 a.  C., viajó a Alejandría por orden de Antonio para convocar a la reina egipcia Cleopatra a Tarso en Cilicia. Allí debía responder por el dinero que supuestamente había enviado a Cayo Casio para su guerra contra Antonio y Octavio. En el año 40 o 39 a. C., Antonio lo envió a Judea para ayudar a Herodes I el Grande con la expulsión del usurpador Antígono Matatías. En 36 o 35 a. C., negoció con Herodes que el rey judío nombrara a Aristóbulo III, hermano menor de su esposa Mariamna, como sumo sacerdote. También participó en la campaña de Antonio contra el Imperio parto en 36 a. C. Dos años más tarde recibió órdenes de persuadir al rey armenio Artavasdes II para que casara a su hija de cuatro años de edad con Alejandro Helios, de seis años, hijo de Antonio y Cleopatra.
Le gustaba hacer comentarios burlones  y supuestamente era el intermediario de Antonio para satisfacer sus pasiones eróticas, por lo que Cleopatra no podía soportarlo.
Cuando Antonio se enfrentó en su última guerra contra Octavio en 31 a. C., Delio acompañó a su superior a Grecia y reclutó tropas de refuerzo en Macedonia y Tracia, pero, cuando la situación de Antonio se fue deteriorando cada vez más,justo antes de la decisiva batalla de Accio, Delio se pasó al bando de Octavio y le entregó los planes de Antonio para el último enfrentamiento. Justificó su deserción por el temor de que Cleopatra quisiera asesinarlo.
Fue muy apreciado por el primer emperador romano. Según el cronista Porfirio, el poeta Horacio escribió una oda (2.3) a Delio.
Delio escribió una obra histórica que trataba de la guerra de Antonio contra los partos, en la que había participado, por lo que generalmente se asume que él fue la fuente de Plutarco y Estrabón en su relato de esta campaña.